# Telamonia parangfestiva
Telamonia parangfestiva là một loài nhện trong họ Salticidae.
Loài này thuộc chi Telamonia. Telamonia parangfestiva được Alberto Barrion & James A. Litsinger miêu tả năm 1995.